# Centromeria inspinata
Centromeria inspinata är en insektsart som beskrevs av Haupt 1917. Centromeria inspinata ingår i släktet Centromeria och familjen Dictyopharidae. Inga underarter finns listade i Catalogue of Life.